# Politische Finanzierung
WEITERLEITUNG Politikfinanzierung